# Polyrhachis spinicola
Polyrhachis spinicola é uma espécie de formiga do gênero Polyrhachis, pertencente à subfamília Formicinae.